# Kanoon Apna Apna
Kanoon Apna Apna ist ein Hindi-Film mit Dilip Kumar, Sanjay Dutt, Nutan und Madhuri Dixit aus dem Jahr 1989. 

## Handlung
Jagat Pratap Singh, ein Steuereinnehmer, ist diszipliniert und in der Gesellschaft hoch angesehen. Seiner Familie versucht er das strikte Halten an die Gesetze zu vermitteln. Aber sein Sohn Ravi bevorzugt lieber die Selbstjustiz, in dem er seine Fäuste sprechen lässt. So konnte er auch die Liebe von Bharati für sich gewinnen, die er vor den Schurken gerettet hat.
Allerdings wird die Problematik größer. Der Industrielle Kabza Kanhaiyalal verhilft seinem ebenso korrupten Freund Bhushan Nath Bhadbhole zu einem politischen Amt. Als Minister Dharmendra will Bhushan den gesetzestreuen Jagat aus dem Weg räumen. Unterstützt wird er von seinem und Kabzas Sohn, Kailash und Prakash. Es kommt zu einem Mord des Reporters Satyen und Bhushan vergewaltigt und tötet anschließend das Hausmädchen der Singhs. 
Ravi kocht vor Wut und will für Gerechtigkeit sorgen. Sein Vater will ihn zur Vernunft bringen und die Mutter Lakshmi versucht die Familie zusammenzuhalten. Doch Ravi verlässt sein Zuhause und wird später zum Polizeiinspektor. Dies allein kann die Vater-Sohn-Beziehung noch nicht wiederherstellen, da sie noch immer andere Auffassungen von Gerechtigkeit haben. Mit der Einsicht, dass das Gesetz für Menschen gilt und nicht für monströses Verhalten ausgelegt ist, beschließt Jaget seinem Sohn im Kampf gegen den korrupten Minister beizustehen.

## Musik
| Lied                     | Sänger                              |
| ------------------------ | ----------------------------------- |
| Pehli Nazar Mein Ho Gaye | S. P. Balasubrahmanyam, Asha Bhosle |
| A B C D                  | Alka Yagnik                         |
| Gayi Gayi Main To Gayi   | Asha Bhosle, Mohammad Aziz          |
| Chini Mini Aai Aai Yo    | Asha Bhosle, Amit Kumar             |

## Kritik
„Das Resultat ist ein inhaltlich schwammiges Werk, das trotz der grossen Namen kaum Beachtung verdient.“

## Sonstiges
- Dies ist der einzige Film, in denen die beiden Altstars Dilip Kumar und Nutan, die in den 50er und 60er Jahren große Erfolge hatten, zusammen zu sehen sind.